# Felimare cantabrica
Cet article possède un paronyme, voir Cantabrique.
Doris cantabrique
Espèce
Synonymes
- Hypselodoris cantabrica Bouchet & Ortea, 1980[2] [3]

Le Doris cantabrique, Felimare cantabrica, est un nudibranche de la famille des Chromodorididae.

## Description
Ce nudibranche mesure de 10 à 110 mm. Son manteau bleu foncé est parcouru par une ligne médiane jaune débutant en avant des rhinophores. Ceux-ci sont pennées, bleu foncé avec une tache jaune sur l'arrière. Les branchies sont elles aussi bleu foncé, avec un « V » jaune sur la face externe.

## Biotope
Il vit de la surface à 30 m de profondeur dans le golfe de Gascogne, le golfe du Morbihan, la côte atlantique ibérique et marocaine, l'ouest de la mer Méditerranée, l'Adriatique et dans l'Atlantique-Est adjacent. Il se nourrit des éponges du genre Dysidea.

## Étymologie
« Cantabrica » vient de sa répartition géographique, dans la mer Cantabrique.

## Espèces similaires
- Doris tricolore, Felimare tricolor (Cantraine, 1835)
- Doris de Gascon, Felimare gasconi (Ortea, Valdés & García-Gómez, 1996)
- Doris géant, Felimare picta (Schultz in Philippi, 1836)